# Weberbock
Der Weberbock (Lamia textor), auch als Schwarzer Weberbock bezeichnet, ist ein Käfer aus der Unterfamilie der Weberböcke in der Familie der Bockkäfer (Cerambycidae).

## Beschreibung
Der massige Käfer wird 15 bis 30 Millimeter (14 bis 32 Millimeter) lang. Der ganze Körper ist schwarz und trägt eine sehr kurze und feine graubraune Behaarung, sodass er matt dunkelbraun erscheint. Auf den Flügeldecken, die deutlich ausgebildete Schultern haben, können gelblich-braune unregelmäßig verteilte Flecken die ebenfalls auf eine kurze und dichte Behaarung zurückzuführen sind, liegen, die aber öfters ganz fehlen. Die Elytren sind im vorderen Teil fast parallel, nach hinten etwas verengt. Die Hinterflügel sind vollständig ausgebildet, der Käfer ist flugfähig. Der Kopf fällt senkrecht ab, die Mundwerkzeuge zeigen also nach unten. Die Augen sind stark nierenförmig ausgerandet. Die Fühler sind in beiden Geschlechtern kürzer als der Körper und das erste, dicke Fühlerglied ist auffällig abgestutzt. Der Halsschild ist etwa quadratisch und besitzt an den Seiten zwei spitze Höcker.
Der Weberbock ähnelt dem Grauflügligen Erdbock, ist aber deutlich größer. Im Gegensatz zu seinem Verwandten sind die Flügeldecken nicht verwachsen.

## Vorkommen
Die Käfer kommen in Europa, Sibirien bis Korea und Japan vor (eurosibirische Verbreitung). In Europa kommt er von Skandinavien (ohne den äußersten Norden) bis in den Süden (europäische Türkei) vor. In Frankreich liegen Funde aus dem gesamten Gebiet vor (nur ohne die Insel Korsika). Auch in Deutschland ist er im gesamten Land verbreitet, aber im Osten etwas häufiger.
Der Weberbock lebt in Mitteleuropa von der Ebene bis zu niederen Vorgebirgs- und Tallagen, in der Schweiz bis in Höhen um 1500 Meter. Sie leben auch in feuchten Wäldern, insbesondere in Flussauen, sind aber typischer für aufgelockerte, mit Bäumen und Gebüsch durchsetzte Auenlandschaften, in Galeriewäldern und Weidengebüschen an Flussufern, in Au- und Bruchwäldern, gelegentlich in Pappelpflanzungen auch abseits davon.  Früher wurden sie noch als häufig gemeldet, heute sind sie aber selten.

## Lebensweise
Die Larven entwickeln sich im Laufe von drei Jahren in den unteren Stammteilen und Wurzeln von alten Weiden (vor allem Kopfweiden) und Pappeln insbesondere der Schwarzpappel, zumindest gelegentlich aber auch Hybrid-Pappeln. Obwohl eine gewisse regionale Zunahme an Pappelpflanzungen nachweisbar war, sind sie bisher nicht in größeren Umfang in Energieholz-Plantagen der Pappel aufgetreten. Ob auch Zitterpappeln besiedelt werden oder nicht, darüber liegen widersprüchliche Angaben vor. Seltene Angaben gibt es ausnahmsweise auch für Erle, Birke und Maulbeerbäume. Sie kommen auch im Holz abgestorbener Weiden vor, solange dieses noch feucht ist. Sie fressen zuerst im Bast, dann in gewundenen Gängen im Holz. Nach der zweiten Überwinterung fertigen sie am Ende des Fraßgangs eine Puppenwiege mit geglätteten Wänden und einer Lage von Sägespänen an; die Puppenruhe dauert ein bis zwei Monate. Die geschlüpften Käfer sind in Deutschland von Anfang Mai bis Juli oder August, selten bis Oktober anzutreffen, in Frankreich liegt der Höhepunkt früher, schon im Mai, mit Funden vom März ebenfalls bis in den Herbst. Sie sitzen auf dem Stamm oder den unteren Äste bis in höchstens 2 m Höhe.
Sie können zwar gut fliegen, sind aber sehr träge und bevorzugen es, am Boden umherzukriechen und werden erst am Abend aktiv, bei schwülwarmer Witterung gelegentlich auch am Tage. Dann fressen sie an Blättern und durch die Rinde am Bast der Zweige ihrer Brutbäume. In der Zucht leben sie über 300 Tage. Der Hauptfeind der Larven sind Spechte, die die Bäume mehr schädigen als die Larven selbst.

## Gefährdung und Schutz
Der Weberbock galt früher als häufig. Er war in Ostdeutschland noch 1992 überall verbreitet und regional durchaus häufig, ist aber seitdem stark zurückgegangen und steht heute fast überall auf den Roten Listen, er gilt in Deutschland bundesweit als stark gefährdet. Auch in den früher dichter besiedelten Gebieten im Osten Deutschlands ist er stark zurückgegangen, so ist er in Sachsen-Anhalt vom Aussterben bedroht, in Thüringen gibt es nur noch einen einzigen aktuellen Fundort. Auch in Frankreich ist der Bestand rückläufig.
Der auffallende Rückgang in der Häufigkeit dieser Art ist sicher auf die Flussregulierungen und das Verschwinden der Uferbepflanzung zurückzuführen.
Wie alle heimischen Bockkäfer (mit Ausnahme von wenigen schädlichen Arten) ist der Käfer nach der Bundesartenschutzverordnung besonders geschützt.